# Proxomitron
Proxomitron ist eine proprietäre, konfigurierbare HTTP-Proxy-Software, die vor allem wegen ihrer flexiblen Filtersprache und ihrer Stabilität eine weltweite Nutzergemeinde gefunden hat. Proxomitron läuft unter den kommerziellen Betriebssystemen Windows 95, 98, ME, NT, 2000, XP, Vista, 7 und Windows 8, sowie 8.1. Mit CrossOver 7.1.0 (Windows 2000 Bottle) bzw. Darwine lässt sie sich auch unter Mac OS X nutzen.
Dank der Filtersprache sind die Einsatzmöglichkeiten im Bereich der Manipulation von Webinhalten vielfältig. Als Hauptaufgaben haben sich jedoch die Eliminierung von unerwünschter Internetwerbung, Pop-up-Fenstern, gefährlichen oder „neugierigen“ Skripten, Zählpixeln und Sonstigem, was das Surfen im Internet behindert oder stört, etabliert.
Neben Filtern, mit denen der vom Webbrowser empfangene Quelltext einer Webseite manipuliert werden kann, bietet Proxomitron auch die Möglichkeit, die HTTP-Header zu bearbeiten. Auf diese Weise kann die Kommunikation zwischen Browser und Webserver selbst kontrolliert werden, nicht nur deren Ergebnis (z. B. die Webseite).
Um Filter generalisieren und auf ganze Gruppen von Webseiten anwenden zu können, werden Listen (in Form von Textdateien) benutzt, die vom Benutzer leicht erweitert werden können. Das Programm wird mit vielen vorkonfigurierten Standardfiltern und -listen angeboten, so dass auch weniger erfahrene Anwender einen direkten Nutzen daraus ziehen können.
Proxomitron bedient sich eines für HTML optimierten Dialekts von regulären Ausdrücken. Dessen spezielle Eigenschaften wie der intelligente Umgang mit Leerzeichen, Anführungszeichen und anderen HTML-Spezifika sowie das Vorhandensein einer ganzen Reihe von direkt im regulären Ausdruck verwendbaren Hilfsfunktionen ermöglichen eine effiziente Manipulation nahezu sämtlicher Aspekte der Kommunikation zwischen Browser und Webserver.
Das Programm wurde von Scott R. Lemmon entwickelt. Mit der Fertigstellung der Version Naoko 4.5-j im Jahr 2003 stellte der Autor die weitere Entwicklung ein. Am 1. Mai 2004 starb Scott R. Lemmon im Alter von 36 Jahren. Die deutschsprachige Distribution wird jedoch von Michael Bürschgens weiterhin gepflegt und aktualisiert.
Unter dem Namen Proximodo wurde im Oktober 2004 ein Open-Source-Klone von Proxomitron entwickelt, der die bestehenden Funktionen aufgreift und einige Erweiterungen enthält. Jedoch wurde die Weiterentwicklung bereits ein Jahr später schon wieder stillgelegt.

## Lizenz
Das Programm wurde als Shonenware veröffentlicht. Unter Shonenware versteht der Autor kostenlose Software mit freiwilligem Lizenzerwerb in Form des Kaufs einer CD, DVD o. ä. der Gruppe Shonen Knife.